# Douglas XB-31
Douglas XB-31 (Douglas Model 423) là một thiết kế của hãng Douglas theo yêu cầu của Không quân Lục quân Hoa Kỳ về một loại máy bay ném bom hạng nặn, yêu cầu này đã đưa tới sự xuất hiện của các loại máy bay Boeing B-29 Superfortress, Lockheed XB-30, và Consolidated B-32 Dominator.

## Tính năng kỹ chiến thuật (theo thiết kế)
Đặc điểm tổng quát
- Kíp lái: 8
- Chiều dài: 117 ft 3 in (35,7 m)
- Sải cánh: 207 ft 0 in (63,1 m)
- Chiều cao: 42 ft 7 in (12,99 m)
- Diện tích cánh: 3.300 ft² (310 m²)
- Trọng lượng rỗng: 109.200 lb (49.530 kg)
- Trọng lượng có tải: 134.200 lb (60.870 kg)
- Trọng lượng cất cánh tối đa: 198.000 lb (89.800 kg)
- Động cơ: 4 × Wright R-3350-13 "Duplex-Cyclone", 2.200 hp (1641 kW)  mỗi chiếc
- Động cơ theo thiết kế cuối cùng: 4× Pratt & Whitney R-4360 "Wasp Major", 3.000 hp (2238 kW) mỗi chiếc

- Vận tốc cực đại: 357 mph (575 km/h)
- Tầm bay: 3.000 dặm (4.830 km)
- Trần bay: 35.000 ft (10.675 m)
- Tải trên cánh: 41 lb/ft² (200 kg/m²)
- Công suất/trọng lượng: 0,066 hp/lb (108 kW/kg) gốc, sau tăng lên 0,089 hp/lb (147 W/kg)

Trang bị vũ khí

- Súng: 

  - 4× súng máy.50 in (12,7 mm)
  - 2× pháo 1.46 in (37 mm)
- Bom: 25.000 lb (11.000 kg)